# Уралець Костянтин Костянтинович
Костянтин Костянтинович Уралець (рос. Константин Константинович Уралец; нар. 1 квітня 1946) — радянський футболіст, воротар.

## Кар'єра гравця
Дорослу футбольну кар'єру розпочав 1964 року в команді класу «Б» чемпіонату СРСР «Суднобудівник» (Миколаїв). У футболці «корабелів» провів два сезони, за цей час у чемпіонаті СРСР зіграв 22 матчі, ще 3 поєдинки провів у кубку СРСР. По ходу сезону 1965 року перебрався до  одеського «Чорноморця». У футболці одеського клубу дебютував 5 серпня 1965 року в переможному (4:0) домашньому поєдинку 18-го туру першої групи класу «А» чемпіонату СРСР. Костянтин вийшов на поле на 15-й хвилині, замінивши Георгія Городенка. У команді за неповний сезон зіграв 16 матчів. З 1966 по 1970 рік виступав у клубах класу «Б» чемпіонату СРСР «Кристал» (Херсон), «Дніпро» (Дніпропетровськ), «Авангарда» (Макіївка), СКА (Одеса) та «Енергія» (Нова Каховка). З 1971 по 1973 рік виступав на аматорському рівні за «Енергія» (Нова Каховка) та «1 травня» (Слободзея).

## Кар'єра тренера
По завершенні кар'єри гравця розпочав тренерську діяльність. У 1984 році тренував дітей у тираспільській ДЮСШ-4.